# Spoortunnel Pannerdensch Kanaal
De Tunnel Pannerdensch Kanaal is een spoortunnel die onderdeel is van de Betuweroute. Hij is gelegen in het tracé tussen Bemmel en Zevenaar, en begint aan de westzijde van het Pannerdensch Kanaal bij Boerenhoek in gemeente Lingewaard, en eindigt aan de oostzijde bij Groessen in de gemeente Duiven. In mei 2000 is de aanleg van de tunnel begonnen en in juni 2004 werd de tunnel opgeleverd, compleet met geluidsschermen, spoor en bovenleiding. De aanleg van de tunnel kostte 125 miljoen euro, waarvan 93 miljoen euro directe kosten van de tunnel waren.

## Kenmerken
De tunnel kruist niet alleen het kanaal, maar ook een oude zandwinningsput. Daarom is hier een methode toegepast, die nog niet eerder waar dan ook ter wereld was gebruikt: boren door een speciaal aangelegde zanddam met een speciale tunnelboormachine.
De totale lengte van de tunnel is 2680 meter, inclusief de toeritten. Het geboorde deel van de tunnel is 1618 meter lang, en het diepste punt ligt op ongeveer 25 meter onder het maaiveld. De twee afzonderlijk geboorde buizen beginnen in het westen met een toerit van 600 meter en lopen dan ondergronds onder de uiterwaard. Daar wordt het diepste punt bereikt onder de steenfabriek Huissenwaard. Vervolgens gaat de tunnel onder het Pannerdensch Kanaal, waarna hij door de speciaal aangelegde zanddam in de put Kandia overgaat in een deels gesloten, deels open toerit van 465 meter. De tunnelbuizen hebben een diameter van 8,65 meter en de maximale helling bedraagt 2,5%.

## Bouwmethode
De toeritten werden met de zogenaamde natte bouwmethode geconstrueerd. Hierbij werd gebruikgemaakt van onderwaterbeton en geprefabriceerde betonpalen.
In de westelijke uiterwaard is in 2000 begonnen met het graven van de startschacht voor de boormachine. Deze is afgegraven tot 17 meter diepte. Omdat de Rijndijk hiervoor ontgraven moest worden, is tijdelijk een nieuwe ringdijk opgeworpen.
Aan de overkant van het Pannerdensch Kanaal bevond zich de oude zandwinput Kandia, die ondergelopen was. Om daar toch in te kunnen boren, is door de aannemer in de put een zandlichaam aangebracht. Hij heeft steeds in lagen van twee meter dikte zand opgespoten. Uiteindelijk is op die manier 700.000 kubieke meter zand opgespoten, dat vervolgens met trilnaden zover verdicht is, dat het aan de strengste veiligheidseisen voldoet. Omdat de tunnel ter hoogte van de ontvangstschacht slechts 2,5 meter onder het maaiveld lag, was er extra stevigheid voor de bedekking nodig, die verkregen is door de bodem te verzadigen met magnetiet, een ijzerhoudend erts met een soortelijke massa van 34 kN per kubieke meter.
Tussen de twee tunnelbuizen zijn twee dwarsverbindingen aangelegd die machinisten de kans geven om in geval van nood naar een veilige tunnelbuis te vluchten. De dwarsverbindingen zijn aangebracht met behulp van de vriesmethode, waarbij vrieslansen de bodem bevriezen, die vervolgens ontgraven kon worden. Op het diepste punt van de tunnel is een dwarsverbinding aangelegd die tegelijkertijd dienstdoet als lekwaterschacht. Daartoe zijn ook pompkelders aangebracht in de 40 meter hoge betonnen constructie.